# Jungermannia aequiloba
Jungermannia aequiloba là một loài Rêu trong họ Jungermanniaceae. Loài này được Schwägr. mô tả khoa học đầu tiên năm 1814.